# Jankow
Jankowo [pronunciación en polaco: /janˈkɔvɔ/] (en alemán: Janken) es un pueblo ubicado en el distrito administrativo de Gmina Lipno, dentro del Distrito de Lipno, Voivodato de Cuyavia y Pomerania, en el norte de Polonia central. Se encuentra aproximadamente a 6 kilómetros al oeste de Lipno y a 37 kilómetros al sureste de Toruń.